# Pogonomyrmex guatemaltecus
Pogonomyrmex guatemaltecus är en myrart som beskrevs av Wheeler 1914. Pogonomyrmex guatemaltecus ingår i släktet Pogonomyrmex och familjen myror. Inga underarter finns listade i Catalogue of Life.

## Bildgalleri

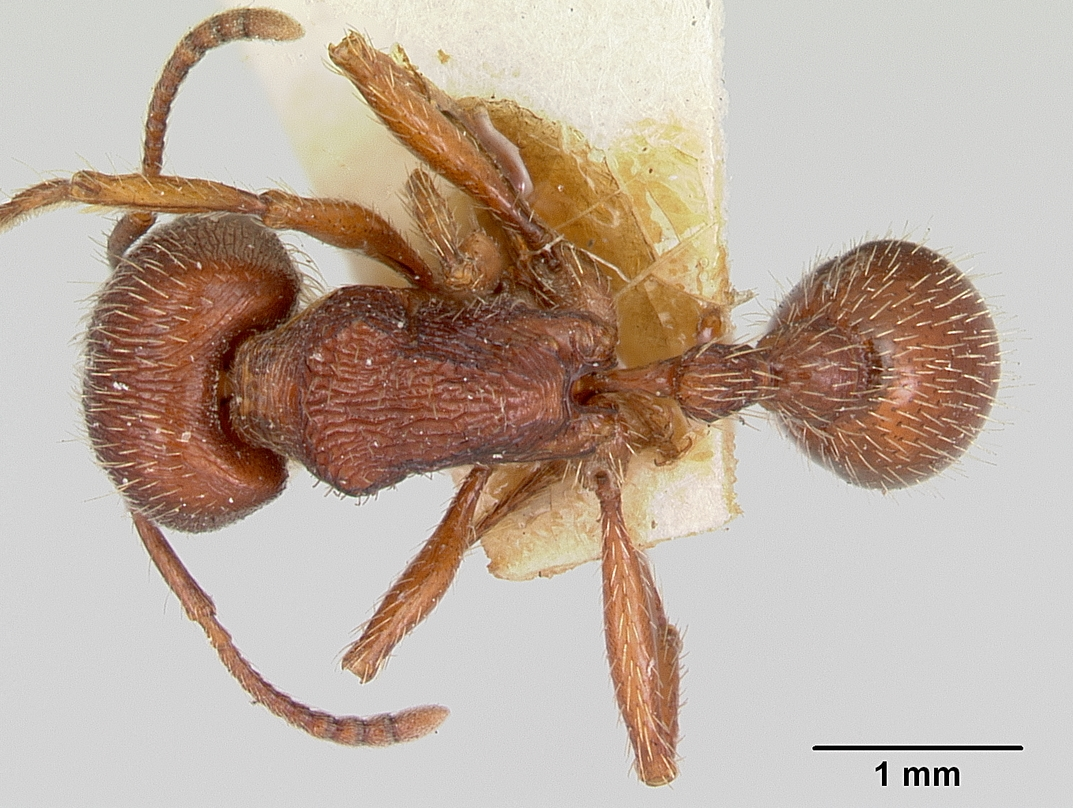
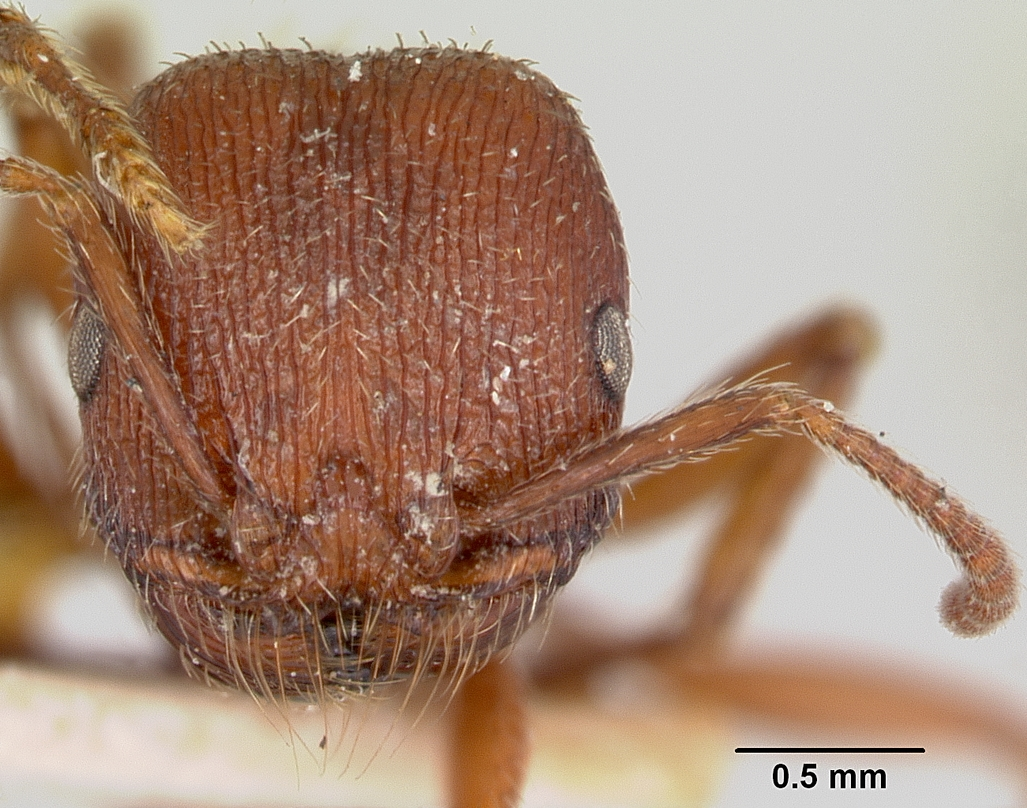
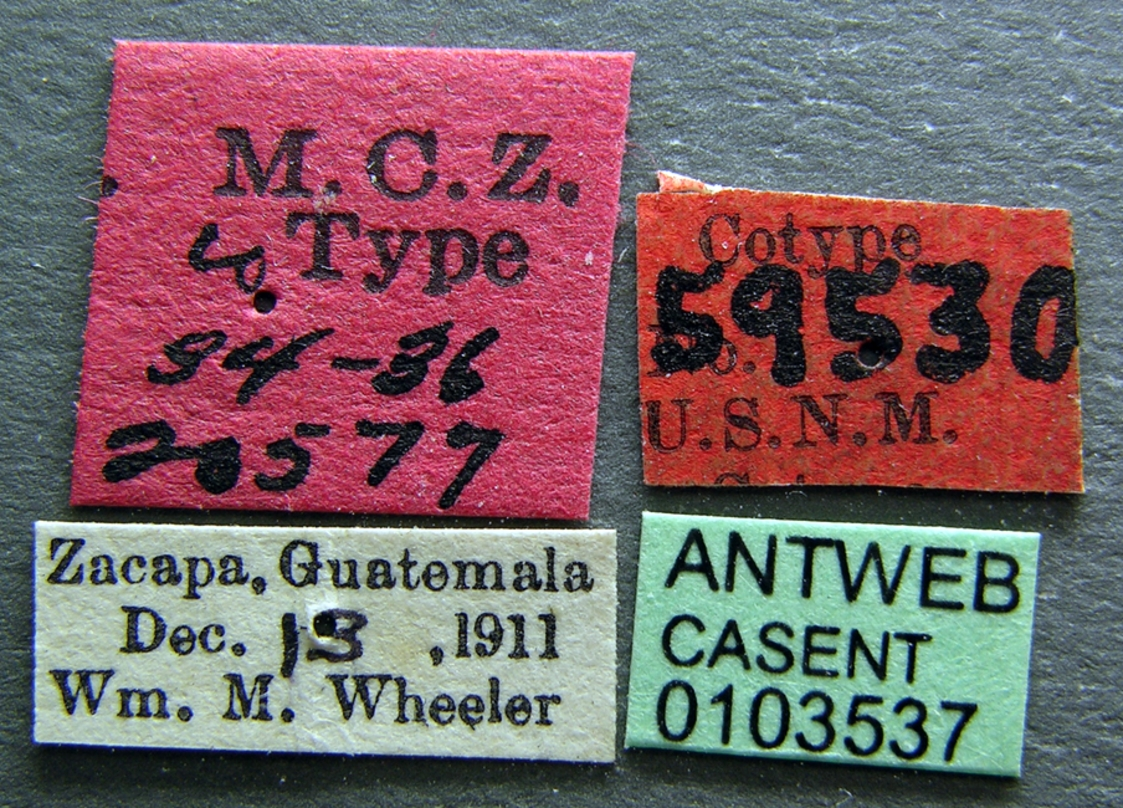
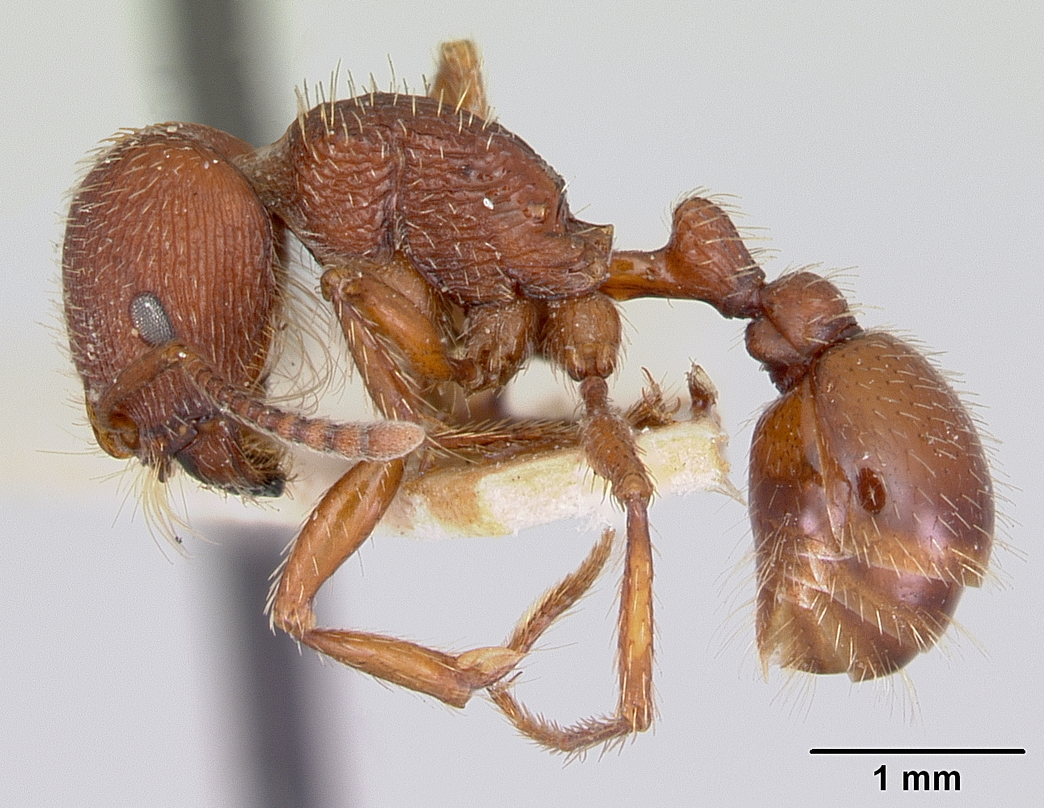